# Северни Молуци
Северни Молуци (инд. Maluku Utara), једна је од 34 провинције Индонезије. Провинција се налази на северним архипелагу Молучких острва на истоку Индонезије. Покрива укупну површину од 31.983 km² и има 1.141.561 становника (2014).
Већинско становништво су Малајци и досељеници из других индонежанских провинција. Верским саставом доминирају ислам (75%) и протестанти (25%).
Главни град је званично Софифи, мада је де факто ову улогу преузео град Тернате.

## Историја
У шеснаестем и седамнаестом веку, острва Северни Молуци била су названа „Зачинска острва”. Тада је регион био познат по производњи каранфилића. Холанђани, Португалци, Шпанци, као и локални султанати, укључујући Тернате и Тидоре, су се борили за контролу уносне трговине овим зачинама. Дрвеће од каранфила је од тада превезено и разгранато широм свијета, а потражња за каранфилићима са оригиналних Зачинских острва престала је, што је значајно смањило међународну важност севера Молука.

## Демографија
Број становника Северних Молука био је 1.038.087 на попису 2010. што га чини једним од најмање насељених провинција у Индонезији. Према најновијој процени (јануар 2014) број становништва је порастао на 1.141.561.
Већинско становништво су Малајци и досељеници из других индонежанских провинција (Буги, Јаванци итд), али и досељеници из других земаља (Меланежани и Кинези). У верским саставу доминира ислам (74%), протестанти (25%) и римокатолици (1%).